# Grote Scheldeprijs 1993
Il Grote Scheldeprijs 1993, settantanovesima edizione della corsa, si svolse il 21 aprile per un percorso di 172 km, con partenza ed arrivo a Schoten. Fu vinto dall'italiano Mario Cipollini della squadra MG Boys Maglificio-Technogym davanti al belga Wilfried Nelissen e all'altro italiano Giuseppe Citterio.

## Ordine d'arrivo (Top 10)
| Pos. | Corridore             | Squadra                             | Tempo    |
| ---- | --------------------- | ----------------------------------- | -------- |
| 1    | Mario Cipollini       | MG Boys Maglificio-Technogym        | 5h08'03" |
| 2    | Wilfried Nelissen     | Novemail-Histor-Laser Computer      | s.t.     |
| 3    | Giuseppe Citterio     | ZG Mobili                           | s.t.     |
| 4    | Jaan Kirsipuu         | Chazal-Vetta-MBK                    | s.t.     |
| 5    | Michel Zanoli         | ELRO snacks-Van Griensven Automaten | s.t.     |
| 6    | Jelle Nijdam          | Wordperfect                         | s.t.     |
| 7    | Johnny Dauwe          | Collstrop-Assur Carpets             | s.t.     |
| 8    | Johan Capiot          | TVM-Bison Kit                       | s.t.     |
| 9    | Frédéric Moncassin    | Wordperfect                         | s.t.     |
| 10   | Alain Van Den Bossche | TVM-Bison Kit                       | s.t.     |